# Волевачи
Волевачи — старинный дворянский род.

## Историческое упоминание
При создании реестра малороссийских казаков во второй половине XVI века впервые упоминается Тихон Фёдорович Волевач из «старинной покозаченой шляхты» проживающий в Чигирине и имевший в потомственном владении земельные собственности на Левобережье Днепра. Многие из этих владений обозначаются им как «предковские» (то есть приобретённые как минимум прадедом), некоторые были куплены его дедом Яковом Волевачом около 1480 года у некоего Ивана Безмольного — все владения Тихона заключали в себе сёла, хутора, сенокосы и лесные участки на довольно обширной площади. Его сын, Иван Волевач (1585?-1653?) обозный Войска Запорожского и участник восстания Богдана Хмельницкого, оставил после себя завещание со списком своего имущества, чем является самым выдающимся членом рода. В середине XVIII века упоминается внук Ивана, Антон Волевач, которому достались земли, приобретённые ещё Тихоном Волевачом. Согласно историческим фактам земли между Днепром, Цыбульником и Ингульцом до 1390-х годов были практически «диким полем» и находились во власти кочевников вплоть до завоевания их Витовтом.

## Происхождение рода
По всей вероятности Волевачи принадлежали к нетитулованной православной знати Великого Княжества Литовского. На это указывает факт приобретения земель во второй половине XV века, и их наследование, когда организованное украинское (запорожское) казачество ещё не существовало. К тому же потомственное владение землями было правом бояр, а «земяне» получавшие свои уделы от великого князя не имели права наследовать их своим детям без специального пожалования. Это даёт повод предположить что Волевачи как и многие «казацкие роды» произошли из мелкого русского боярства которое до XV века составляло главную часть знати бывших южнорусских княжеств. В XIV—XV веках на формальной территории Киевского княжества, а также Черниговского и Переяславского основную массу дворянства составляли бояре, мелкие землевладельцы и вассалы князя получившие земли в качестве «вотчины». В XV веке в связи с возрастающим польским влиянием многие из русских бояр не признавались как знать, что в XVI веке и привело к уходу многих на юг к Дикому Полю и образованию организованного украинского казачества. Примечательно что запорожское казачество, вопреки общепринятому мнению о его стихийном образовании из беглых крестьян имела в своих рядах довольно высокий процент знати.
Согласно В. Л. Модзалевскому в нынешнее время главная ветвь наследия считается угасшей, поскольку у правнука Антона, Ивана Васильевича Волевача (р. в 1806 году) не было сыновей. Побочные ветви рода, упомянутые В. Л. Модзалевским в отдельном списке и проживающие до Октябрьской Революции главным образом на Черниговщине как правило были чиновниками, военными, учителями и священниками. После 1917 года значительная часть потомков данных ветвей эмигрировало за границу.

## Известные представители
- Неонила Волевач — известная оперная певица[3].
- Иван Васильевич Волевач являлся Переяславским уездным предводителем дворянства с 1856 по 1859 год
- В октябре 1933 года Константин Волевач был утвержден председателем Луганского городского совета депутатов трудящихся.

## Интересные факты
- Село «Волевачи» (Волевачівка), Козелецкого района Черниговской области названо по фамилии его бывших владельцев из рода Волевачей. Согласно источникам им владел Антон Волевач будучи есаулом Переяславского полка, административным центром которого был город Остёр.